# Elomeryx
Elomeryx és un gènere extingit d'artiodàctil que es troba entre els primers antracoteris coneguts. El gènere es trobava molt dispers: a Àsia a mitjans de l'Eocè i a Europa a finals, estenent-se a Nord-amèrica a principis de l'Oligocè.
La longitud del cos dels Elomeryx era d'uns 1,5 m amb un coll semblant als dels cavalls. Tenia uns petits ullals que emprava per desenterrar arrels i uns incisius de forma arrodonida ideals per tallar plantes aquàtiques. Tenia cinc dits a les potes del darrere i quatre a les davanteres, de manera que els seus peus amples estaven adaptats per caminar fàcilment sobre el fang tou. Es creu que es comportava de forma similar als hipopòtams moderns, amb els quals potser estava emparentat.

## Taxonomia
- † Elomeryx armatus
- † E. borbonicus
- † E. cluai
- † E. crispus
- † E. garbanii